# Knippelsdorf-Siedlung

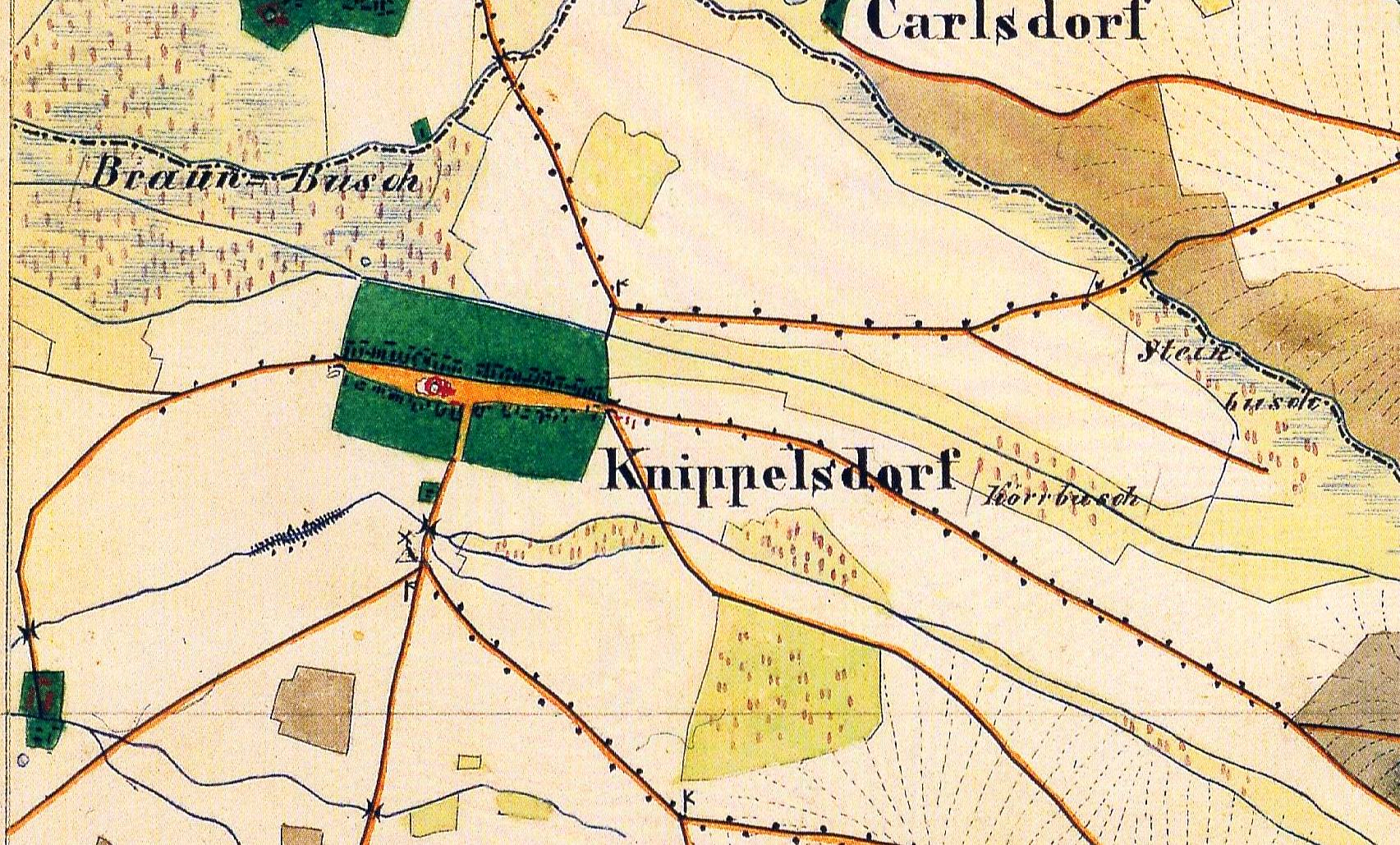
Knippelsdorf auf einem Urmesstischblatt (1847). Die Siedlung beziehungsweise das Vorwerk ist südwestlich des Hauptortes zu finden.

Knippelsdorf-Siedlung ist ein zu Knippelsdorf gehörender amtlich ausgewiesener Wohnplatz von Schönewalde, einer Kleinstadt im Norden des südbrandenburgischen Landkreises Elbe-Elster. Der Ort befindet sich etwa zehn Kilometer östlich von Schönewalde und einen Kilometer südwestlich von Knippelsdorf an der Landesstraße 71. 
Die Siedlung ist am Standort eines hier gelegenen ehemaligen Vorwerkes des Rittergutes in Werchau entstanden. Dieses Vorwerk wurde durch das Rittergut hauptsächlich als Schäferei genutzt. Band 4 des im Jahre 1817 erschienenen Vollständigen Staats-, Post- und Zeitungs-Lexikons von Sachsen von August Schumann beschreibt, dass Knippelsdorf zu dieser Zeit dreigeteilt war, wobei ein Teil amtssässig dem Rittergut in Werchau gehörte. Die beiden anderen Teile gehörten schriftsässig zu einem in Knippelsdorf befindlichen Rittergut sowie ebenfalls schriftsässig zum Rittergut in Lebusa.

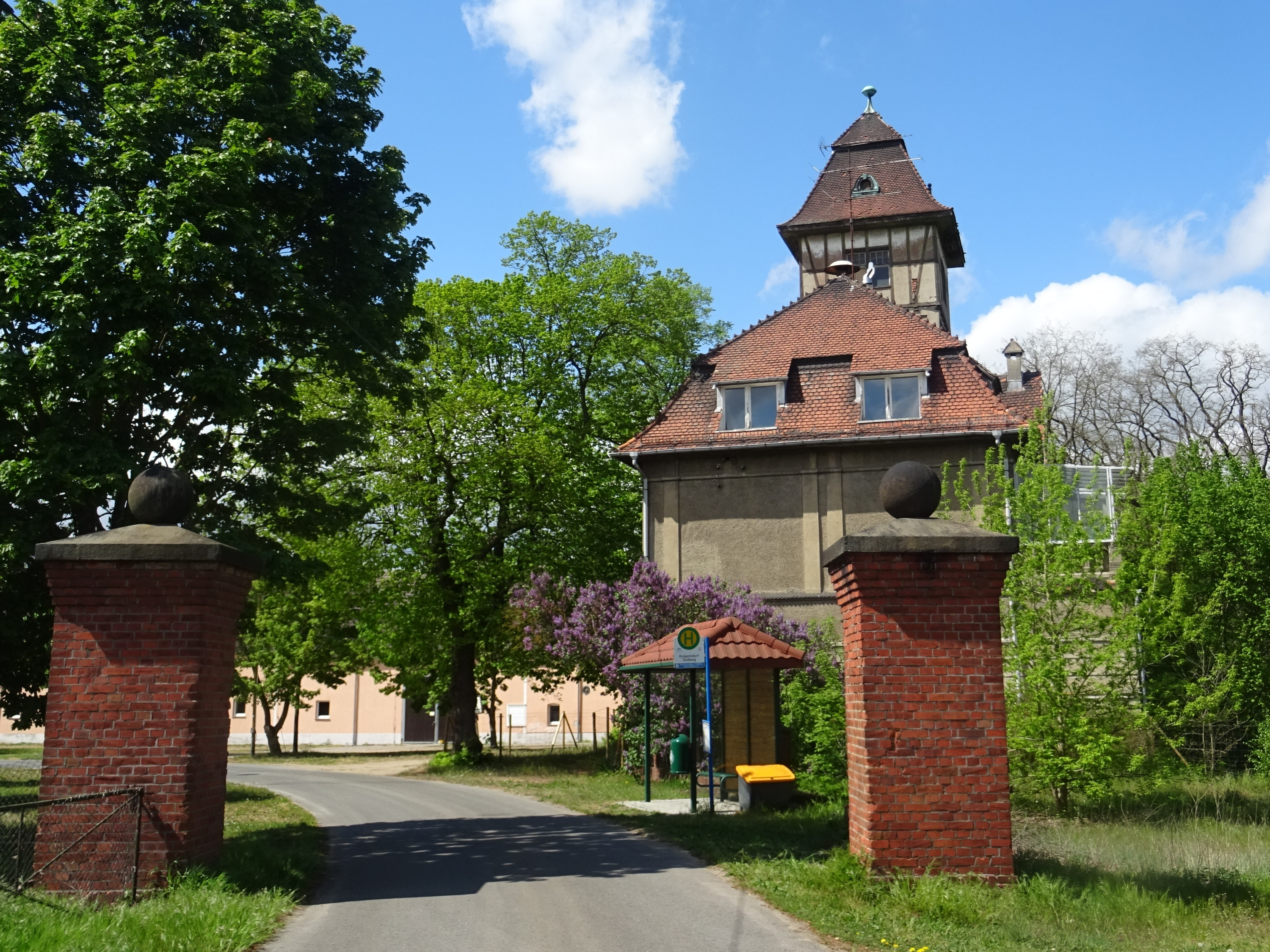
Gutshaus mit Einfahrt.

Im Jahre 1904 erwarb das Werchauer Vorwerk in Knippelsdorf der Lindenaer Gast- und Landwirt Friedrich Max Kiesel († 1944) und errichtete auf dem Gelände in den Jahren 1910 bis 1912 ein neues von einem zentralen Turm geprägtes Gutshaus, welches von der Form her eine Turmvilla mit Mansardwalmdach ist. Außerdem ließ er im Osten des Geländes einen eingefriedeten parkartigen Garten mit Rasenrondell und Blumenrabatten anlegen. Vor dem Gutshaus befand sich ein halbkreisförmiger Vorplatz. Die Anlage gilt als beispielhaft für die qualitätvolle und handwerklich solide Wohnhausarchitektur des beginnenden 20. Jahrhunderts. Sie befindet sich in der Gegenwart auf der Denkmalliste des Landes Brandenburg.
Im Bereich des einstigen Vorwerks entwickelte sich schließlich eine kleine Siedlung mit mehreren Anwesen. Des Weiteren hat sich dort ein mittelständischer Landwirtschaftsbetrieb angesiedelt. Nach 1945 erhielt die Siedlung dann den offiziellen Ortsnamen Knippelsdorf-Siedlung.